# 聖馬可大會堂
聖馬可大會堂（義大利語： Scuola Grande di San Marco）是義大利城市威尼斯的一座建築，也是威尼斯的六大會堂建築之外，位於威尼斯最大的廣場之一聖保羅廣場附近。大會堂的歷史可以追溯至1260年，在1485年因大火被毀，之後得到重建。現在大會堂建築被用為醫院。